# 国営沖縄記念公園
国営沖縄記念公園（こくえいおきなわきねんこうえん）は、沖縄県の沖縄本島にある国営公園。大きく沖縄県本部町にある海洋博覧会地区と、那覇市にある首里城地区の二つの地区に分けられる。海洋博覧会地区は日本の都市公園100選、首里城地区は日本の歴史公園100選にそれぞれ選ばれている。
事業主体は内閣府沖縄総合事務局であり、計画・整備は同局が実施しているが、管理は一般財団法人沖縄美ら島財団に委託されている。

## 海洋博覧会地区

### 施設概要
沖縄県本部町に所在。沖縄県の日本復帰を記念して1975年7月から1976年1月にかけて沖縄国際海洋博覧会が開催されたが、それを記念して博覧会跡地に1976年9月1日に国営沖縄海洋博覧会記念公園として供用開始された公園。通称は海洋博公園。開園面積は71.6ヘクタール。
1987年3月25日に、公園名を国営沖縄記念公園海洋博覧会地区へ改称した。
1993年まで、海洋博のシンボル的施設であったアクアポリスが残されていた。

### 主な園内施設
- 沖縄美ら海水族館（有料）、イルカショー（無料）等
- エメラルドビーチ - 遊泳無料。2001年5月に環境省が指定した「日本の水浴場88選」に選出されている。
- おきなわ郷土村
- おもろ植物園 - 沖縄国際海洋博覧会の名誉総裁を務めていた、皇太子時代の明仁天皇の提案により設置された[4]。
- 海洋文化館
- 熱帯ドリームセンター
- 熱帯・亜熱帯都市緑化植物園

### 主なイベント
- 1月は公園を発着点とする全国トリムマラソンが開催されている。
- 毎年7月に行われる海洋博公園サマーフェスティバルの花火大会は沖縄県内一の規模で行われている。
- 海洋博公園 アニソンの日

### ギャラリー(海洋博覧会地区)

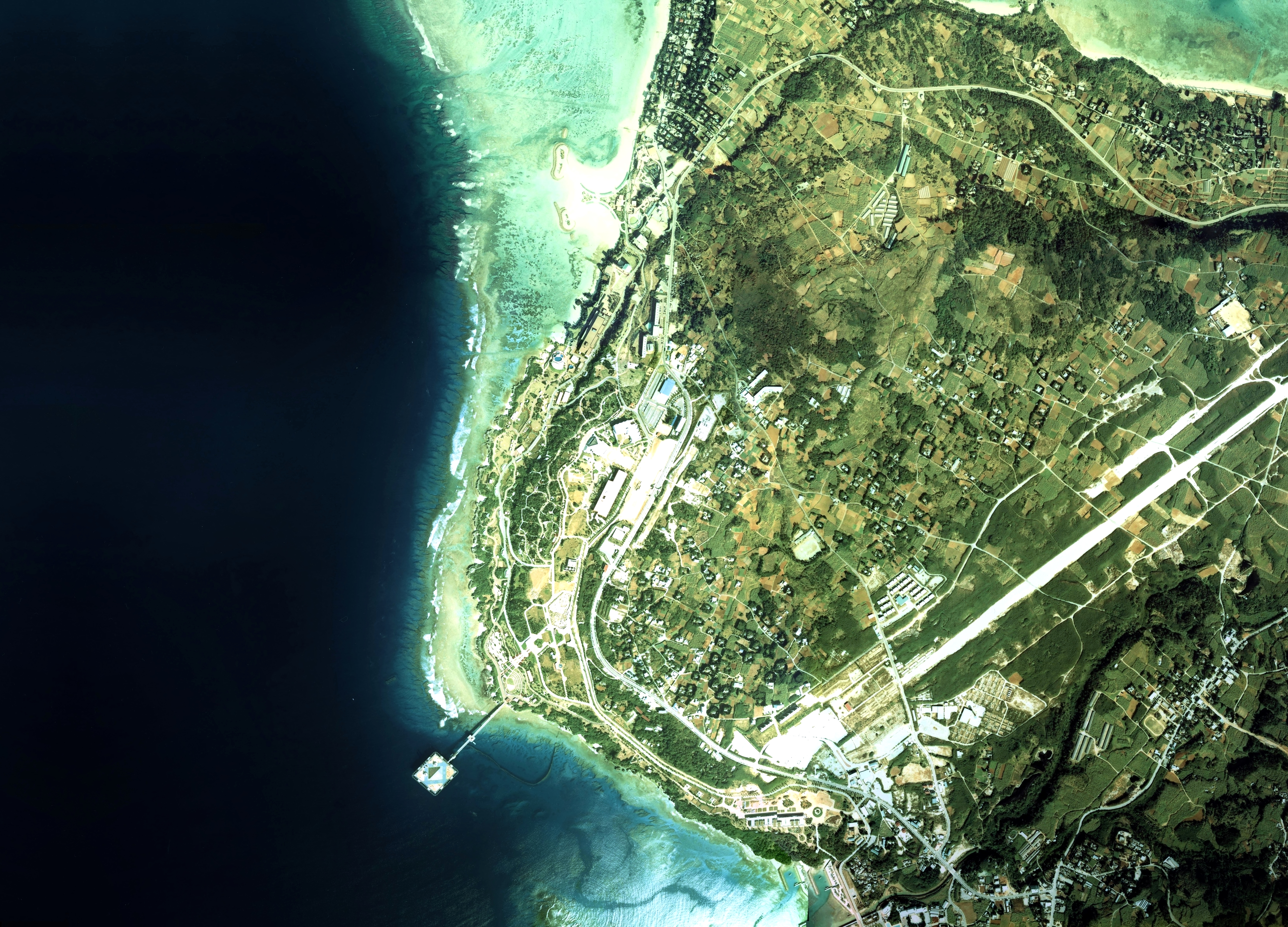
海洋博公園周辺の空中写真。1977年撮影の6枚を合成作成[5]。
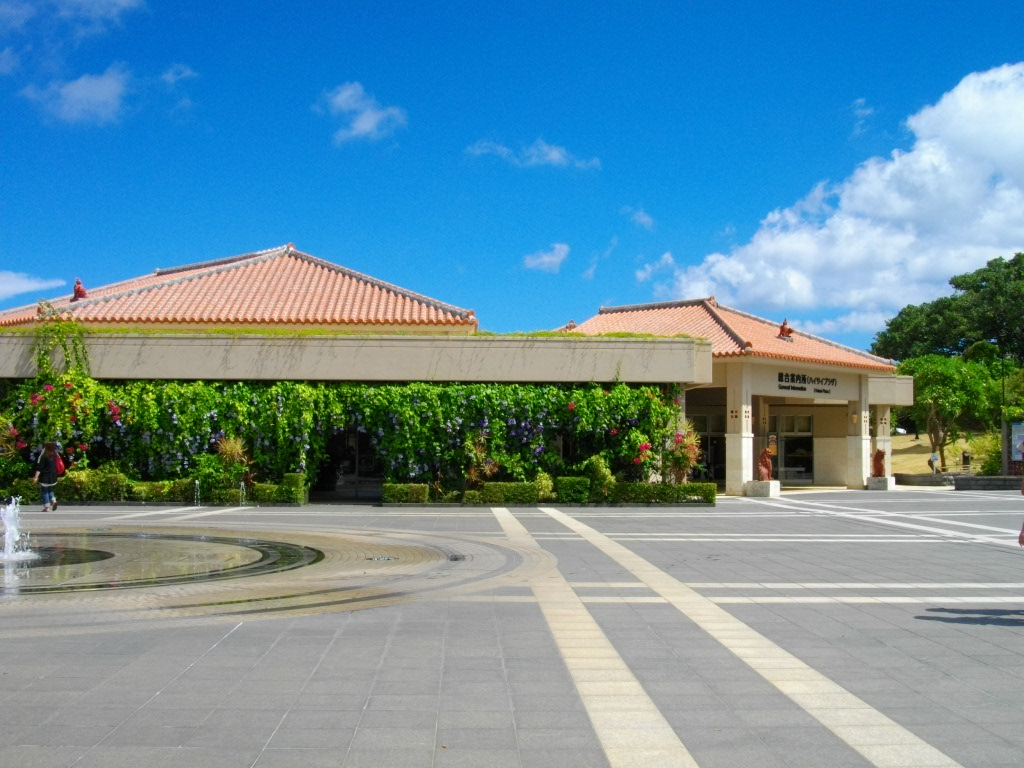
総合案内所
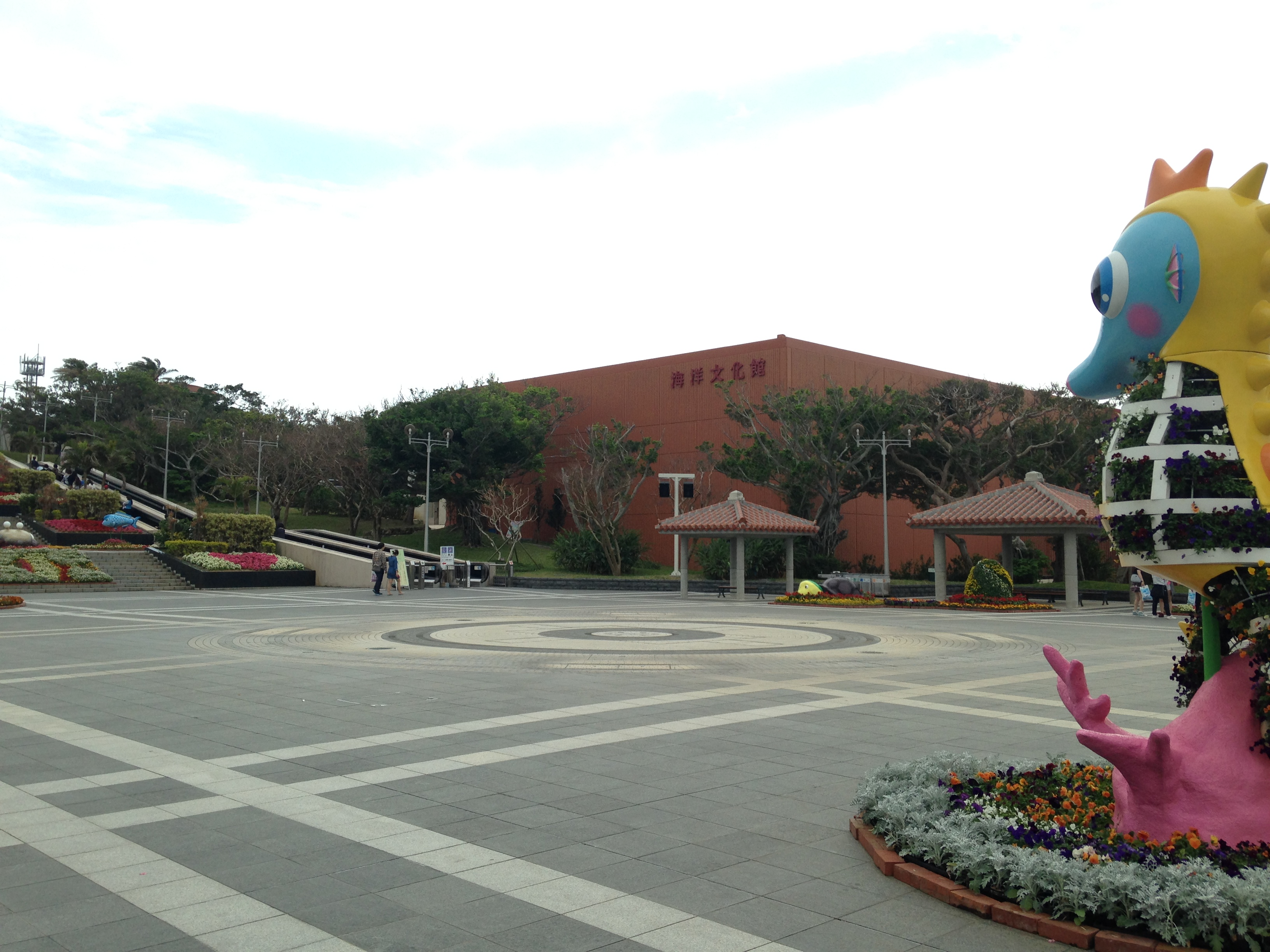
海洋文化館
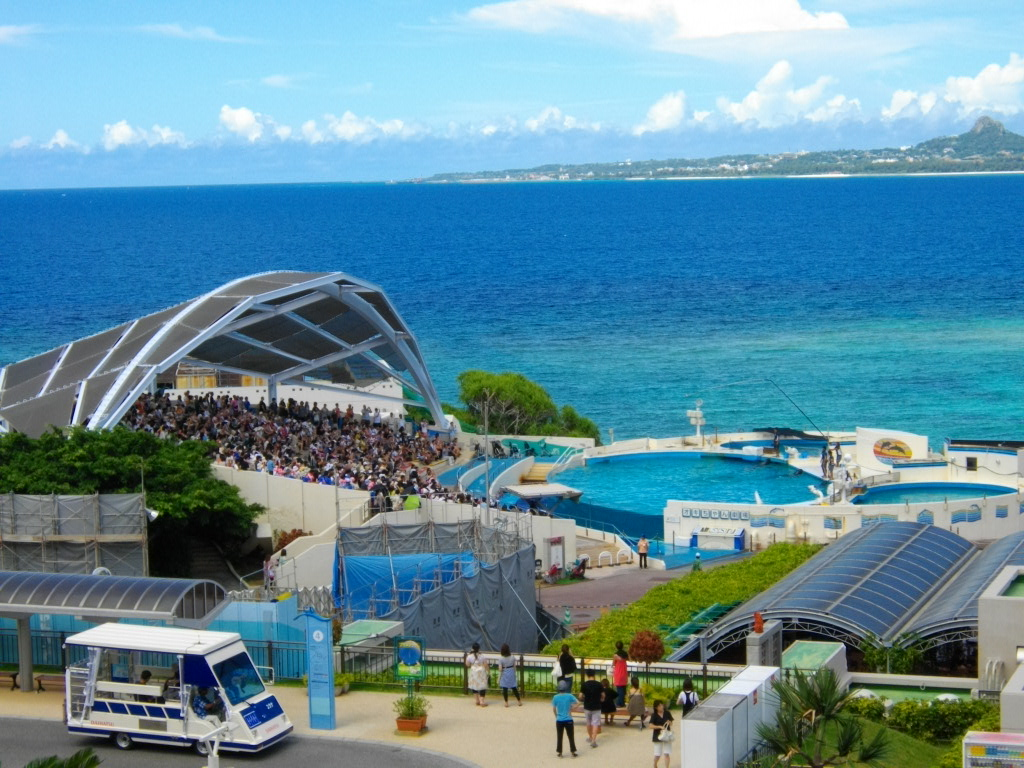
オキちゃん劇場。写真左下は公園内の移動用として運行される電気自動車
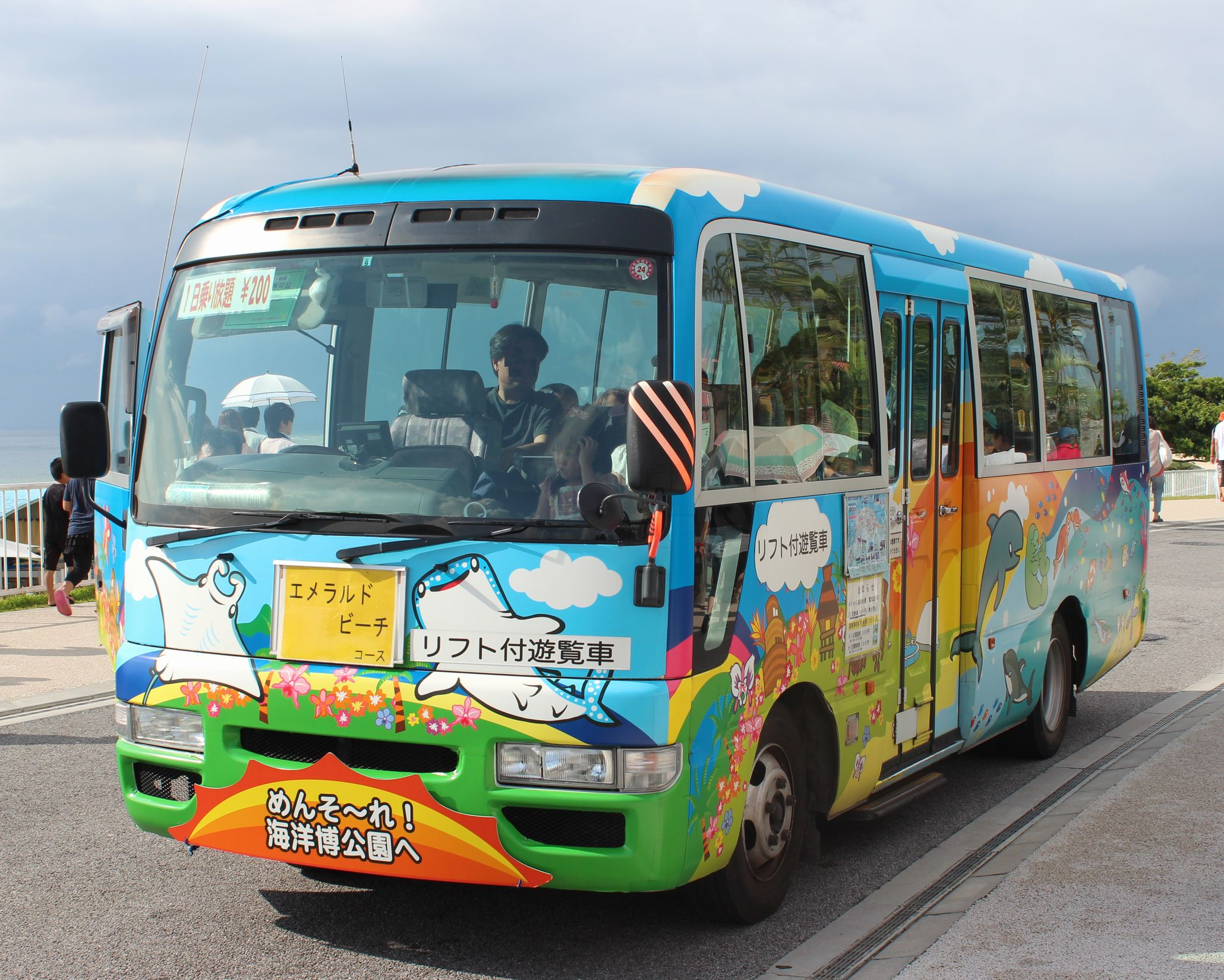
公園内の移動用には電気自動車のほか写真のようなバスも運行されている
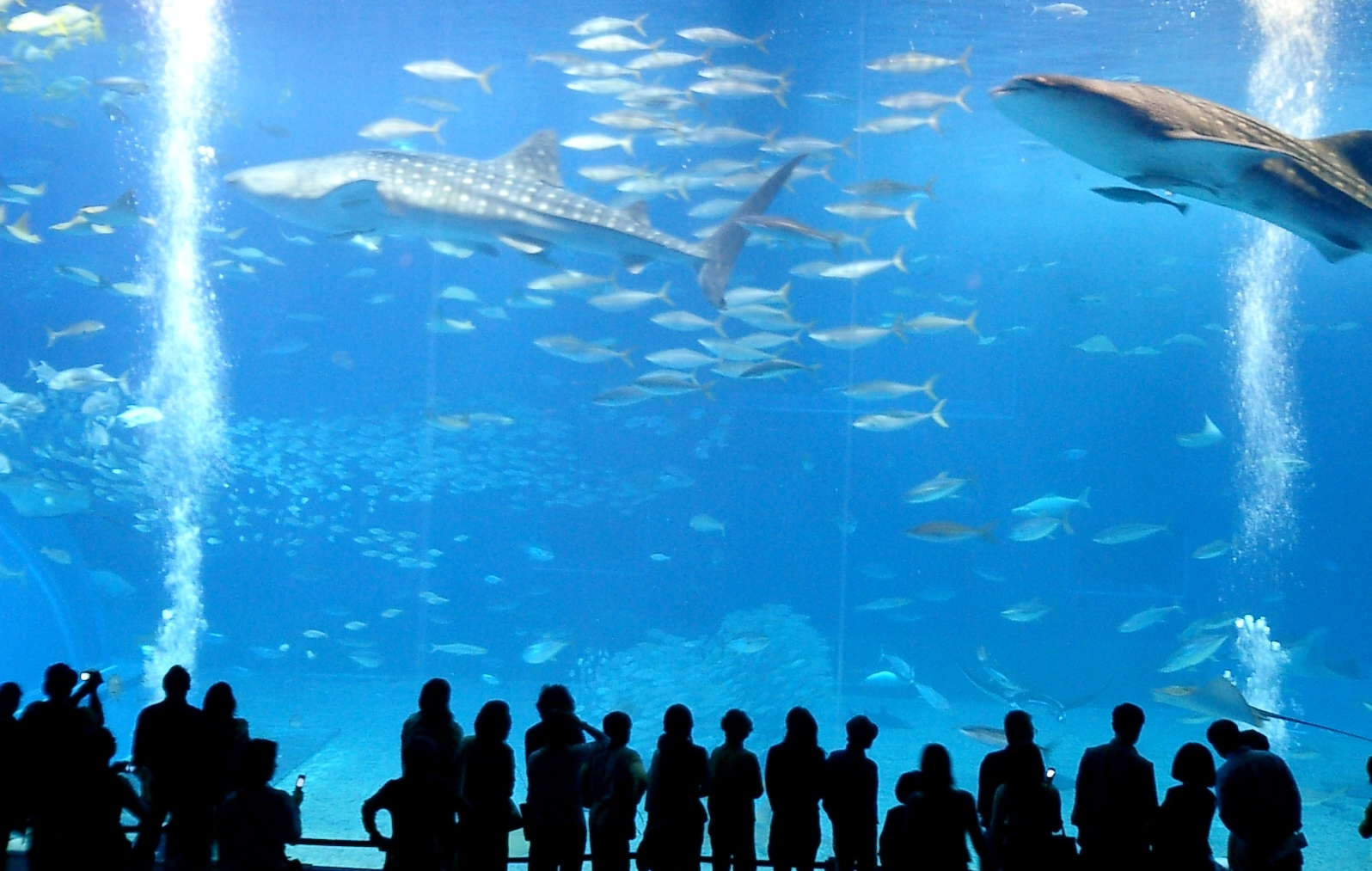
沖縄美ら海水族館の巨大ジンベイザメ

## 首里城地区

### 施設概要

首里城正殿

沖縄県那覇市首里当蔵町に所在。1988年1月28日に、国営沖縄記念公園首里城地区として都市公園の区域指定を受け、沖縄戦で破壊された首里城を復元し1992年11月3日から供用開始した。園内には正殿が復元され、南殿・北殿などの建物、歓会門・奉神門などの城門も復興されており、2019年1月に完成したが同年10月31日に正殿と北殿、南殿など計7棟が焼失した。通称は首里城公園。開園面積は2.7ヘクタール。

### 主な園内施設
- 首里城正殿
- 御庭
- 北殿・南殿・番所（展示施設がある）
- 守礼門

### 経緯
国宝であった首里城は、第二次世界大戦中の1945年3月の沖縄戦で破壊された。1986年11月、「国営沖縄海洋博覧会記念公園」を「国営沖縄記念公園海洋博覧会地区」と改称し、沖縄本土復帰20周年記念事業として「国営沖縄記念公園首里城地区」を整備することが閣議決定された。